# دیل سیتی (ویرجینا)
دیل سیتی (به انگلیسی: Dale City) یک منطقهٔ مسکونی در ایالات متحده آمریکا است که در شهرستان پرنس ویلیام، ویرجینیا واقع شده‌است. دیل سیتی ۳۹٫۰ کیلومتر مربع مساحت و ۷۱٬۲۱۰ نفر جمعیت دارد و ۷۰ متر بالاتر از سطح دریا واقع شده‌است.